# 马可岛
马可岛（英語：Marco Island），是美国佛罗里达州科利爾縣下属的一座城市。建立于1997年。面积约为44.3平方公里（约合17.1平方英里）。根据2010年美国人口普查，该市有人口16,413人。论人口在本州排行第120。